# В класната стая
„В класната стая“ (на френски: Entre les murs) е френски филм от 2008 година, драма на режисьора Лоран Канте по негов сценарий в съавторство с Франсоа Бегодо и Робен Кампийо. Сценарият е базиран на едноименната автобиографична книга на Бегодо, който изпълнява и главната роля във филма.
В центъра на сюжета е учител по френски език в имигрантски квартал, сблъскващ се с различните проблеми и отношение към света на своите ученици. Главните роли се изпълняват от Франсоа Бегодо, Франк Кета, Рашел Регюлие, Есмералда Уертани.
„В класната стая“ печели „Златна палма“ и награда „Сезар“ за сценарий и е номиниран за „Оскар“ за чуждоезичен филм.